# ژولیوس دوم
پاپ ژولیوس دوم (به انگلیسی: Julius II)(تولد ۵ دسامبر ۱۴۴۳ - درگذشت ۲۱ فوریه ۱۵۱۳) یکی از پاپ‌های کلیسای کاتولیک رم بود که در ایتالیا به دنیا آمد و از ۱۵۰۳ تا ۱۵۱۳ میلادی پاپ بود. او را با القاب پاپ جنگجو و پاپ هراسناک نیز نامیده‌اند. وی یکی از موثرترین پاپ‌ها در عصر رنسانس بود. همچنین او کسی بود که باعث نابودی چزاره بورجیا شد و لویی دوازدهم شاه فرانسه را تکفیر کرد. از او سه دختر نامشروع بر جای ماند.این پاپ همچنین به میکل‌آنژ سفارش ساخت آرامگاهی برای خود در کلیسای سن پیترو این وینکولی را داد؛ آرامگاهی که البته در ۱۵۴۵ ساخت آن پایان گرفت و بیشتر به خاطر پیکره ای که در میانهٔ آن خود نمایی می‌کند یعنی پیکره موسی پیامبر نامدار است (البته در حقیقت این پاپ در واتیکان به خاک سپرده شده نه در آرامگاه نامبرده) این پاپ به همین هنرمند دستور نگارگری (نقاشی) سقف پرستشگاه سیستین را نیز داده بود که انجام آن از ۱۵۰۸ تا ۱۵۱۲ به درازا کشید.